# Semnul unicornului
Semnul unicornului (1975) (titlu original Sign of the Unicorn) este a treia carte a Cronicilor Amberului, scrise de Roger Zelazny. Inițial, a apărut în foileton în Galaxy Science Fiction.

## Intriga
Corwin revine la Castelul Amber purtând cu el trupul uneia dintre creaturile umanoide cu ochi roșii și cu gheare care l-au urmărit pe Random până la casa Florei de pe Pământ și care acum l-a ucis pe fratele lui, Caine. Temându-se că moartea lui Caine îi va fi pusă în cârcă, Corwin îl cheamă pe Random, care îi povestește cum a fost urmărit prin umbră, ajungând în New York:
Random își alesese să se bucure de viață în umbra Texorami, creată pentru a fi un loc ideal al jocurilor de noroc. Într-o zi, a primit un apel prin Atu sub forma Valetului de caro, care i-a vorbit cu vocea fratelui său, Brand, cerându-i să îl salveze dintr-o umbră nefamiliară. Ajuns în acea lume fără soare, cu bolovani orbitând unul în jurul altuia într-un model complicat, Random a găsit turnul în care era închis Brand, dar nu a putut trece de gardianul asemănător unui dragon din sticlă transparent, prismatică. Umanoizii cu gheare au început să îl urmărească prin umbră, iar Random a căutat un aliat pe Pământ, în persoana Florei, găsindu-l însă pe Corwin.
După ce ascultă povestea lui Random, Corwin coboară în camera Modelului, pentru a se acorda cu Giuvaierul Judecății. El parcurge Modelul și îi ordonă să îl proiecteze în Giuvaer, fiind transportat metafizic printr-un Model multi-dimensional și căpătând un nivel de conștientizare mai profund. După ce testează acordajul cu Giuvaerul, care îi permite să controleze vremea, Corwin o cheamă pe Flora, de la care află că majoritatea fraților săi l-au căutat prin umbre după ce a dispărut.
Gérard îl însoțește pe Corwin în Dumbrava Unicornului, unde fusese ucis Caine. Acolo îl atacă pe Corwin, în timp ce toți frații și surorile acestuia privesc prin intermediul Atuurilor, subliniind că, dacă Corwin este responsabil pentru moartea lui Caine, Gérard îl va ucide, iar dacă Gérard va fi ucis, se va ști că acela care a făcut-o este Corwin. Acesta face însă observația că, acum, dacă vreunul dintre frați vrea să îl vadă mort și să scape de propria vină, nu trebuie decât să îl ucidă pe Gérard. observație care complică problema. Furios, Gérard îl eliberează, iar cei doi asistă la apariția unicornului.
Corwin convoacă o reuniune de familie, unde îl îndeamnă pe Random să își spună din nou povestea. Deși nu sunt pe deplin convinși de nevinovăția lui Corwin, frații și surorile lui acceptă să încerce găsirea singurei persoane care a mai văzut creaturile — Brand. Efortul lor comun le permite să îl contacteze pe Brand prin intermediul Atuurilor și să îl aducă în Amber. Deși Brand nu pățise nimic în timpul prizonieratului, în momentul sosirii este înjunghiat, lucru pe care nu îl putea face decât unul dintre cei prezenți.
În timp ce Gérard îi acordă primul ajutor lui Brand, ceilalți discută cu precauție despre identitatea atentatorului. Fiona demonstrează că doar ea și cu Julian ar putea fi suspectați, avertizându-l în același timp pe Corwin că Giuvaierul îi permite nu doar controlul vremii, ci și accesul la o putere teribilă care se abate asupra celui care îl poartă, lucru care ar fi putut duce la moartea lui Eric. Ea îl avertizează că, atunci când oamenii din jurul posesorului Giuvaierului par ca niște statui, acesta se află în apropierea morții.
Ajuns în camera lui, Corwin este atacat cu un cuțit care doar îl zgârie și își pierde cunoștința. Când se trezește, se află în vechea casă de pe Pământ, însângerat și aproape mort. Dându-și seama că Giuvaierul îl omoară, în ascunde și fuge, fiind găsit de Bill Roth, un avocat care îl cunoaște sub numele de pe Pământ Carl Corey, care îl duce la spital. Acolo, Corwin află că accidentul său de mașină de la care a început întreaga aventură a avut loc pe când încerca să evadeze dintr-un ospiciu, unde fusese internat de un dr. Hillary B. Rand și de fratele său Brandon Corey. Random îl contactează prin intermediul Atuului și îl aduce înapoi în Amber.
Acolo, Brand îi povestește cum el, Bleys și Fiona l-au îndepărtat pe Oberon și au încercat să pună mâna pe tron, fiind opriți de triumviratul format din Eric, Julian și Caine. După ce Bleys și Fiona s-au opus planurilor lui de a se alia cu forțele Haosului, Brand a plecat pe Pământ pentru a-și face un aliat din Corwin. În timp ce încerca să îi redea memoria cu ajutorul șocurilor electrice, a fost capturat și închis în turnul în care l-a găsit Random.
În continuare, Corwin se îndreaptă spre Tir-na Nog'th, locul în care speră să capete iluminarea asupra problemelor, folosindu-se pentru aceasta și de puterile speciale ale sabiei sale, Grayswandir. Sub ochii lui Random și ai lui Ganelon, care stau pe muntele Kolvir, el intră în sala tronului din Tir-na Nog'th, unde o găsește pe Dara ca regină și pe Benedict cu un braț metalic. Această versiune onirică a Darei îi povestește despre originea ei, iar fantoma lui Benedict îl provoacă la luptă. Înainte ca Random să îl aducă pe Kolvir folosind Atuul, Corwin reușește să taie brațul metalic.
În drum spre Amber, cei trei sunt atrași în umbră, ajungând într-o versiune mărită a Dumbrăvii Unicornului, unde găsesc animalul eponim. Conduși spre locul unde ar trebui să se afle Amber, ei ajung pe un platou pe care se află adevăratul Model Primordial, a cărui primă umbră se află în Amber.